# Korea Professional Football League 1990
La Korea Professional Football League 1990 è stata l'8° della massima serie del campionato sudcoreano di calcio, disputata dal 17 marzo al 3 novembre 1990.

## Squadre partecipanti
| Club partecipanti      | Stagione 1989 |
| ---------------------- | ------------- |
| Yukong Elephants       | 1°            |
| Lucky-Goldstar Hwangso | 2°            |
| Daewoo Royals          | 3°            |
| POSCO Atoms            | 4°            |
| Ilhwa Chunma           | 5°            |
| Hyundai Horang-i       | 6°            |

## Classifica finale
| Pos | Squadra                | Pt | G  | V  | N  | P  | GF | GS | DR  |
| --- | ---------------------- | -- | -- | -- | -- | -- | -- | -- | --- |
| 1   | Lucky-Goldstar Hwangso | 39 | 30 | 14 | 11 | 5  | 40 | 25 | +15 |
| 2   | Daewoo Royals          | 35 | 30 | 12 | 11 | 7  | 30 | 25 | +5  |
| 3   | POSCO Atoms            | 28 | 30 | 9  | 10 | 11 | 29 | 28 | +1  |
| 4   | Yukong Elephants       | 28 | 30 | 8  | 12 | 10 | 27 | 30 | -3  |
| 5   | Hyundai Horang-i       | 26 | 30 | 6  | 14 | 10 | 32 | 38 | -6  |
| 6   | Ilhwa Chunma           | 24 | 30 | 7  | 10 | 13 | 28 | 40 | -12 |

## Risultati[1]
| Jeju 17 marzo 1990 | Daewoo Royals | 1 – 0 | POSCO Atoms | Jeju Stadium |

| Jeju 17 marzo 1990 | Ilhwa Chunma | 0 – 1 | Hyundai Horang-i | Jeju Stadium |

| Jeju 17 marzo 1990 | Lucky-Goldstar Hwangso | 1 – 1 | Yukong Elephants | Jeju Stadium |

| Changwon 24 marzo 1990 | Ilhwa Chunma | 2 – 0 | Daewoo Royals | Masan Stadium |

| Changwon 25 marzo 1990 | Lucky-Goldstar Hwangso | 1 – 1 | POSCO Atoms | Masan Stadium |

| Changwon 25 marzo 1990 | Yukong Elephants | 0 – 0 | Hyundai Horang-i | Masan Stadium |

| Pohang 31 marzo 1990 | POSCO Atoms | 1 – 0 | Yukong Elephants | Pohang Stadium |

| Gumi 31 marzo 1990 | Lucky-Goldstar Hwangso | 3 – 1 | Ilhwa Chunma | Civic Stadium |

| Busan 5 aprile 1990 | Daewoo Royals | 0 – 1 | Lucky-Goldstar Hwangso | Gudeok Stadium |

| Pohang 5 aprile 1990 | POSCO Atoms | 0 – 0 | Hyundai Horang-i | Pohang Stadium |

| Anyang 5 aprile 1990 | Yukong Elephants | 1 – 0 | Ilhwa Chunma | Anyang Stadium |

| Busan 8 aprile 1990 | Daewoo Royals | 1 – 0 | Yukong Elephants | Gudeok Stadium |

| Masan 8 aprile 1990 | Ilhwa Chunma | 0 – 0 | POSCO Atoms | Masan Stadium |

| Gangneung 8 aprile 1990 | Hyundai Horang-i | 2 – 1 | Lucky-Goldstar Hwangso | Gangneung Stadium |

| Incheon 14 aprile 1990 | Yukong Elephants | 1 – 1 | Lucky-Goldstar Hwangso | Sungui Stadium |

| Ulsan 14 aprile 1990 | Hyundai Horang-i | 0 – 1 | Ilhwa Chunma | Ulsan Stadium |

| Andong 14 aprile 1990 | POSCO Atoms | 0 – 1 | Daewoo Royals | Andong Stadium |

| Cheonan 21 aprile 1985 | Lucky-Goldstar Hwangso | 1 – 1 | Daewoo Royals | Cheonan Stadium |

| Ulsan 21 aprile 1990 | Hyundai Horang-i | 0 – 0 | POSCO Atoms | Ulsan Stadium |

| Pyeongtaek 22 aprile 1990 | Yukong Elephants | 1 – 0 | Ilhwa Chunma | Pyeongtaek Stadium |

| Seul 28 aprile 1990 | Ilhwa Chunma | 1 – 1 | Lucky-Goldstar Hwangso | Dongdaemun Stadium |

| Pohang 28 aprile 1990 | POSCO Atoms | 1 – 0 | Pohang Stadium | Pohang Stadium |

| Busan 29 aprile 1990 | Daewoo Royals | 0 – 2 | Hyundai Horang-i | Gudeok Stadium |

| Ulsan 5 maggio 1990 | Hyundai Horang-i | 1 – 1 | Yukong Elephants | Ulsan Stadium |

| Pohang 5 maggio 1990 | POSCO Atoms | 0 – 1 | Lucky-Goldstar Hwangso | Pohang Stadium |

| Busan 6 maggio 1990 | Daewoo Royals | 0 – 0 | Ilhwa Chunma | Gudeok Stadium |

| Suwon 12 maggio 1990 | Yukong Elephants | 0 – 0 | Daewoo Royals | Suwon Sports Complex |

| Daegu 12 maggio 1990 | POSCO Atoms | 0 – 0 | Ilhwa Chunma | Civic Stadium |

| Seul 13 maggio 1990 | Lucky-Goldstar Hwangso | 2 – 0 | Hyundai Horang-i | Dongdaemun Stadium |

| Anyang 19 maggio 1990 | Yukong Elephants | 2 – 1 | POSCO Atoms | Anyang Stadium |

| Seul 19 maggio 1990 | Ilhwa Chunma | 1 – 1 | Lucky-Goldstar Hwangso | Dongdaemun Stadium |

| Busan 20 maggio 1990 | Daewoo Royals | 2 – 0 | Hyundai Horang-i | Gudeok Stadium |

| Busan 23 maggio 1990 | Daewoo Royals | 0 – 2 | Ilhwa Chunma | Gudeok Stadium |

| Ulsan 23 maggio 1990 | Hyundai Horang-i | 2 – 3 | Yukong Elephants | Ulsan Stadium |

| Seul 23 maggio 1990 | Lucky-Goldstar Hwangso | 1 – 1 | POSCO Atoms | Dongdaemun Stadium |

| Pohang 26 maggio 1990 | POSCO Atoms | 1 – o | Daewoo Royals | Pohang Stadium |

| Seongnam 26 maggio 1990 | Yukong Elephants | 0 – 2 | Lucky-Goldstar Hwangso |  |

| Changwon 26 maggio 1990 | Ilhwa Chunma | 1 – 1 | Hyundai Horang-i | Masan Stadium |

| Seul 29 maggio 1990 | Lucky-Goldstar Hwangso | 1 – 1 | Daewoo Royals | Dongdaemun Stadium |

| Gyeongju 30 maggio 1990 | POSCO Atoms | 2 – 2 | Hyundai Horang-i | Civic Stadium |

| Suwon 30 maggio 1990 | Yukong Elephants | 2 – 3 | Ilhwa Chunma | Suwon Sports Complex |

| Ulsan 2 giugno 1990 | Hyundai Horang-i | 2 – 3 | Lucky-Goldstar Hwangso | Ulsan Stadium |

| Seul 2 giugno 1990 | Ilhwa Chunma | 0 – 2 | POSCO Atoms | Dongdaemun Stadium |

| Busan 3 giugno 1990 | Daewoo Royals | 0 – 0 | Yukong Elephants | Gudeok Stadium |

| Pyeongtaek 6 giugno 1990 | Yukong Elephants | 1 – 0 | POSCO Atoms | Pyeongtaek Stadium |

| Ulsan 6 giugno 1990 | Hyundai Horang-i | 1 – 3 | Daewoo Royals | Gudeok Stadium |

| Seul 6 giugno 1990 | Lucky-Goldstar Hwangso | 3 – 1 | Ilhwa Chunma | Dongdaemun Stadium |

| Pohang 14 luglio 1990 | POSCO Atoms | 3 – 2 | Lucky-Goldstar Hwangso | Pohang Stadium |

| Chuncheon 21 luglio 1990 | Hyundai Horang-i | 3 – 2 | Ilhwa Chunma | Civic Stadium |

| Busan 21 luglio 1990 | Daewoo Royals | 0 – 0 | POSCO Atoms | Gudeok Stadium |

| Seul 22 luglio 1990 | Lucky-Goldstar Hwangso | 1 – 0 | Yukong Elephants | Dongdaemun Stadium |

| Seul 18 agosto 1990 | Ilhwa Chunma | 1 – 1 | Yukong Elephants | Dongdaemun Stadium |

| Ulsan 18 agosto 1990 | Hyundai Horang-i | 1 – 1 | POSCO Atoms | Ulsan Stadium |

| Busan 19 agosto 1990 | Daewoo Royals | 1 – 2 | Lucky-Goldstar Hwangso | Gudeok Stadium |

| Seul 25 agosto 1990 | Lucky-Goldstar Hwangso | 2 – 1 | Hyundai Horang-i | Dongdaemun Stadium |

| Pohang 25 agosto 1990 | POSCO Atoms | 3 – 0 | Ilhwa Chunma | Pohang Stadium |

| Pyeongtaek 29 agosto 1990 | Yukong Elephants | 1 – 2 | Daewoo Royals | Pyeongtaek Stadium |

| Pohang 1 settembre 1990 | POSCO Atoms | 4 – 2 | Yukong Elephants | Pohang Stadium |

| Chuncheon 1 settembre 1990 | Hyundai Horang-i | 1 – 1 | Daewoo Royals | Civic Stadium |

| Seul 1 settembre 1990 | Lucky-Goldstar Hwangso | 3 – 0 | Ilhwa Chunma | Dongdaemun Stadium |

| Pohang 8 settembre 1990 | POSCO Atoms | 1 – 0 | Lucky-Goldstar Hwangso | Pohang Stadium |

| Seul 8 settembre 1990 | Ilhwa Chunma | 1 – 2 | Daewoo Royals | Dongdaemun Stadium |

| Pyeongtaek 8 settembre 1990 | Yukong Elephants | 0 – 0 | Hyundai Horang-i | Pyeongtaek Stadium |

| Busan 15 settembre 1990 | Daewoo Royals | 2 – 1 | POSCO Atoms | Gudeok Stadium |

| Ulsan 15 settembre 1990 | Hyundai Horang-i | 2 – 2 | Ilhwa Chunma | Ulsan Stadium |

| Seul 15 settembre 1990 | Lucky-Goldstar Hwangso | 2 – 1 | Yukong Elephants | Dongdaemun Stadium |

| Seul 22 settembre 1990 | Ilhwa Chunma | 1 – 3 | Yukong Elephants | Dongdaemun Stadium |

| Seul 27 settembre 1990 | Ilhwa Chunma | 1 – 1 | Daewoo Royals | Dongdaemun Stadium |

| Incheon 29 settembre 1990 | Yukong Elephants | 1 – 1 | Hyundai Horang-i | Sungui Stadium |

| Busan 9 ottobre 1990 | Daewoo Royals | 1 – 0 | Lucky-Goldstar Hwangso | Gudeok Stadium |

| Ulsan 9 ottobre 1990 | Hyundai Horang-i | 1 – 0 | POSCO Atoms | Ulsan Stadium |

| Pohang 12 ottobre 1990 | POSCO Atoms | 1 – 2 | Ilhwa Chunma | Pohang Stadium |

| Anyang 13 ottobre 1990 | Yukong Elephants | 0 – 0 | Daewoo Royals | Anyang Stadium |

| Seul 13 ottobre 990 | Lucky-Goldstar Hwangso | 1 – 1 | Hyundai Horang-i | Dongdaemun Stadium |

| Busan 17 ottobre 1990 | Daewoo Royals | 2 – 3 | Hyundai Horang-i | Gudeok Stadium |

| Seul 17 ottobre 1990 | Ilhwa Chunma | 0 – 0 | Lucky-Goldstar Hwangso | Dongdaemun Stadium |

| Anyang 17 ottobre 1990 | Yukong Elephants | 1 – 1 | POSCO Atoms | Anyang Stadium |

| Seul 20 ottobre 1990 | Lucky-Goldstar Hwangso | 1 – 0 | POSCO Atoms | Dongdaemun Stadium |

| Busan 21 ottobre 1990 | Daewoo Royals | 2 – 0 | Ilhwa Chunma | Gudeok Stadium |

| Gangneung 21 ottobre 1990 | Hyundai Horang-i | 0 – 0 | Yukong Elephants | Gangneung Stadium |

| Pohang 27 ottobre 1990 | POSCO Atoms | 0 – 1 | Daewoo Royals | Pohang Stadium |

| Seul 27 ottobre 1990 | Ilhwa Chunma | 1 – 0 | Hyundai Horang-i | Dongdaemun Stadium |

| Incheon 27 ottobre 1990 | Yukong Elephants | 1 – 0 | Lucky-Goldstar Hwangso | Sungui Stadium |

| Pohang 30 ottobre 1990 | POSCO Atoms | 3 – 2 | Hyundai Horang-i | Pohang Stadium |

| Seul 30 ottobre 1990 | Lucky-Goldstar Hwangso | 1 – 1 | Daewoo Royals | Dongdaemun Stadium |

| Incheon 30 ottobre 1990 | Yukong Elpehants | 2 – 1 | Ilhwa Chunma | Sungui Stadium |

| Busan 3 novembre 1990 | Daewoo Royals | 2 – 1 | Yukong Elephants | Gudeok Stadium |

| Seul 3 novembre 1990 | Ilhwa Chunma | 3 – 1 | POSCO Atoms | Dongdaemun Stadium |

| Seul 3 novembre 1990 | Hyundai Horang-i | 0 – 1 | Lucky-Goldstar Hwangso | Dongdaemun Stadium |